# Панасюк, Игорь Семёнович
Игорь Семёнович Панасю́к (1917, Ковров, Владимирская губерния — 1972) — советский учёный, физик-экспериментатор, лауреат Сталинской премии. Кандидат физико-математических наук (1947).

## Биография
Родился 14 июня 1917 года в г. Ковров Владимирской губернии в семье учителя. Детство и юность провел в Ростове-на-Дону. В 1931—1934 работал там в паровозном депо.
Окончил три курса Ростовского института инженеров железнодорожного транспорта (1934—1937), Ленинградский политехнический институт (1937—1941) и аспирантуру ЛФТИ (1941—1946). В 1938—1939 слушал лекции и занимался в лаборатории ЛФТИ. Дипломник и аспирант И. В. Курчатова.
В 1939—1940 и 1941—1943 служил в РККА, участник Советско-Финской и Великой Отечественной войн, рентгенотехник в полевых госпиталях.
С 14.07.1943 работал в Лаборатории № 2 ИАЭ: зам. начальника сектора № 1, в 1947—1950 начальник сектора № 1, с 1950 начальник объекта с первым экспериментальным реактором Ф-1, с 1954 старший научный сотрудник в секторе Д. В. Тимошука, а затем в горячей лаборатории Н. Ф. Правдюка.
Участник создания уран-графитового (водо-графитового) реактора, физического реактора Ф-1 (с 13.08.43) и первого промышленного реактора «А» (с 1947 научный руководитель).
10 февраля 1947 года по закрытому постановлению СМ СССР заместитель начальника сектора лаборатории № 2 И. С. Панасюк (в числе других) был премирован в сумме 100 тысяч рублей. Ему без защиты диссертации была присвоена степень кандидата физико-математических наук.
Был любимым учеником и ближайшим соратником И. В. Курчатова, но в 1954 году был отстранен от серьёзных научных исследований (по одной из версий — они поссорились, по другой — по состоянию здоровья) и после этого Панасюк, работал в ИАЭ начальником сектора до конца жизни. Причиной ссоры, возможно, стало то, что Панасюк в своей докторской диссертации (которую так и не смог защитить (возможно, по состоянию здоровья) приписал себе все заслуги коллег).
Автор монографии: Панасюк И. С. Первый советский атомный реактор. Советская атомная наука и техника. М.: Атомиздат, 1967. С. 19-44.
Умер 5 декабря 1972 года в результате тяжёлой болезни. Похоронен в Москве на Новодевичьем кладбище.
В 2020 году снят фильм Бомба — где роль главного героя — Кирилла Муромцева (прототипом которого являлся Панасюк И. С.) сыграл Виктор Добронравов

## Семья
Жена — Анна Федоровна Кузина, сын — Михаил Игоревич Панасюк.
Сын — Панасюк Михаил Игоревич (1945—2020), доктор ф.-м. наук, профессор, заслуженный работник высшей школы РФ.

## Награды
- Сталинская премия (31.12.1953).
- Орден Трудового Красного Знамени (29.10.1949).
- медали «За оборону Ленинграда» (1943), «За победу над Германией» (1945), «За трудовую доблесть» (1946), «За доблестный труд в Великой Отечественной войне» (1947)[4].